# John Harris Baker

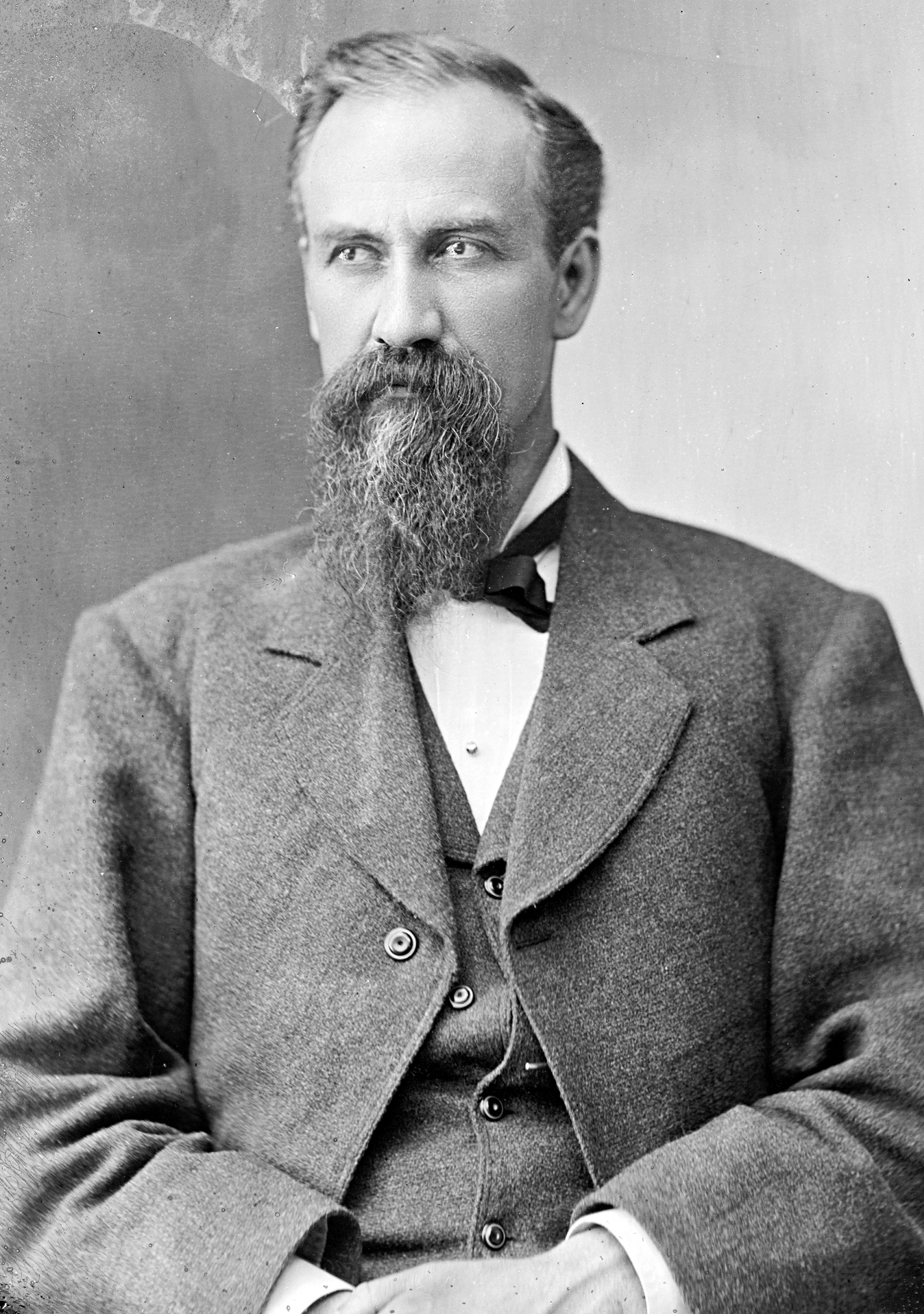
John Harris Baker

John Harris Baker (* 28. Februar 1832 in Parma, Monroe County, New York; † 21. Oktober 1915 in Goshen, Indiana) war ein US-amerikanischer Jurist und Politiker. Zwischen 1875 und 1881 vertrat er den Bundesstaat Indiana im US-Repräsentantenhaus; anschließend wurde er Bundesrichter am Bundesbezirksgericht für den Bezirk von Indiana.

## Werdegang
John Baker war der ältere Bruder von US-Senator Lucien Baker (1846–1907) aus Kansas. Noch in seiner Kindheit kam er mit seinen Eltern in das spätere Fulton County in Ohio, wo er die öffentlichen Schulen besuchte. Danach unterrichtete er selbst für zwei Jahre als Lehrer, ehe er an der Ohio Wesleyan University in Delaware seine eigene Ausbildung fortsetzte. Nach einem anschließenden Jurastudium in Adrian (Michigan) und seiner im Jahr 1857 erfolgten Zulassung als Rechtsanwalt begann er in Goshen (Indiana) in diesem Beruf zu arbeiten.
Politisch war Baker Mitglied der Republikanischen Partei. Im Jahr 1862 wurde er in den Senat von Indiana gewählt. Da er zu jener Zeit aber als staatlicher Notar arbeitete, wurde er bald wieder aus diesem Gremium ausgeschlossen, weil es entsprechend der Verfassung von Indiana untersagt war, zwei Staatsämter gleichzeitig auszuüben. Bei den Kongresswahlen des Jahres 1874 wurde Baker im 13. Wahlbezirk von Indiana in das US-Repräsentantenhaus in Washington, D.C. gewählt, wo er am 4. März 1875 die Nachfolge von William Williams antrat. Nach zwei Wiederwahlen konnte er bis zum 3. März 1881 drei Legislaturperioden im Kongress absolvieren.
Im Jahr 1880 verzichtete Baker auf eine weitere Kandidatur. Nach seinem Ausscheiden aus dem US-Repräsentantenhaus praktizierte er wieder als Anwalt in Goshen. Im Jahr 1888 war er Delegierter zur Republican National Convention in Chicago, auf der Benjamin Harrison als Präsidentschaftskandidat nominiert wurde. Zwischen 1892 und 1904 war er Richter am United States District Court for the District of Indiana; hier folgte er dem ans Bundesberufungsgericht gewechselten William Allen Woods. Danach zog er sich in den Ruhestand zurück. Er starb am 21. Oktober 1915 in Goshen.